# August Wenzinger
August Wenzinger (Basilea, Suiza, 14 de noviembre de 1905- Metzerlen-Mariastein, 25 de diciembre de 1996) fue un destacado violonchelista, intérprete de viola de gamba, director de orquesta, profesor y estudioso de la música. Fue un pionero de la interpretación con criterios históricos, tanto en su faceta de intérprete de la viola da gamba como en su actividad de director de orquesta y óperas barrocas. Inició su formación musical en el Conservatorio de Basilea, a continuación estudió violonchelo con Paul Grümmer y teoría musical con Philipp Jarnach en la Hochschule für Musik de Colonia. Recibió clases particulares de violonchelo de Emanuel Feuermann en Berlín. Wenzinger fue primer violonchelo de la Orquesta Municipal de Bremen (1929-1934) y de la Allgemeine Musikgesellschaft de Basilea (1936-1970). Entre sus discípulos se encuentra Jordi Savall.
En 1925, Wenzinger ya dominaba la viola da gamba, un instrumento que entonces se consideraba obsoleto. Se unió a la Kabeler Kammermusik (Música de Cámara Kabel), un grupo de músicos interesados en la interpretación barroca auténtica, patrocinado por el fabricante de papel Hans Eberhard Hoesch en Hagen, Alemania. En 1930 fundó, junto con el flautista Gustav Scheck, el Kammermusikkreis Scheck-Wenzinger (Conjunto de Música de Cámara Scheck-Wenzinger), considerado el principal conjunto de música antigua hasta la década de 1950.
En 1933 se trasladó a Basilea para aceptar un nombramiento como profesor de violonchelo y viola da gamba en la recién fundada Schola Cantorum Basiliensis.